# La Balme-les-Grottes
La Balme-les-Grottes é uma comuna francesa na região administrativa de Auvérnia-Ródano-Alpes, no departamento de Isère. Estende-se por uma área de 14,61 km². Em 2010 a comuna tinha 1 080 habitantes (densidade: 73,9 hab./km²).